# ICE 3
ICE 3 oz. Intercity-Express 3 je družina hitrih vlakov, ki jih uporablja nemško železniško podjetje Deutsche Bahn - DB. V družini so modeli 403, 406 in 407, ki so znani kot tudi kot ICE 3, ICE 3M in New ICE 3. Siemens je na podlagi ICE 3M/F razvil tudi Siemensa Velaro, ki ga uporabljajo v Španiji, Rusiji, Združenem kraljestvu, Turčiji in na Kitajskem.  Z vlaki ICE International operira tudi nizozemski Nederlandse Spoorwegen. Namen pri načrtovanju ICE 3 (Class 403) je bil zgraditi hitrejši in lažji vlak od predhodnikov. ICE uporalja konfiguracijo EMU (electrical multiple unit), kjer je 16 trakcijskih motorjev nameščenih v podvozju vagonov po celotni dolžini vlaka - tako ima vsak vagon svoj pogon. Pri francoskem TGV imata za razliko pogon samo lokomotivi.
Na testih je ICE 3 dosegel 368 km/h, licenciran je do 330 km/h, v normalni uporabi pa dosega hitrosti do 300 km/h.

## Specifikacije
- Proizvodnja: od leta 2000 naprej
- Graditelj: Siemens
- Število zgrajenih: 50 vlakov ICE 3; 17 vlakov ICE 3M/F in 17 vlakov ICE Velaro D (naročenih)
- Število potnikov: 441 (ICE 3); 430 (ICE 3M); 460 (Velaro D)
- Dolžina sprednjega vagona: 25,835 m
- Dolžina vmesnega vagonov: 24,775 m
- Širina:	2,95 m (ICE 3/ICE 3M/Velaro D, Euro Spec); 3,265 m (CRH3)
- Višina:	3,89 m
- Največja hitrost: 320 km/h
- Teža:  409 t (ICE 3); 435 t (ICE 3M);
- Moč motorja: 8000 kW (11000 KM)
- Vlečna sila:pri zagonu 300 kN; kontinuirana 270 kN
- Omrežna napetost

15 kV, 16.7 Hz AC
1.5 kV DC (ICE 3M)
3 kV DC (ICE 3M/Velaro D)
25 kV 50 Hz AC

## Zunanje pvoezave
- ICE 3 for Germany and the Netherlands Arhivirano 2006-10-19 na Wayback Machine. Siemens Page
- Spec Sheet; French